# Държани
Държани (на македонска литературна норма: Држани) е село в източната част на Северна Македония, община Радовиш.

## География
Селото е разположено в южните склонове на планината Плачковица.

## История
В XIX век Държани е турско село в Радовишка кааза на Османската империя. Според статистиката на Васил Кънчов („Македония. Етнография и статистика“) от 1900 година Дражейца (Дражанци) има 100 жители, всички турци.
След Междусъюзническата война в 1913 година селото попада в Сърбия.
Според Димитър Гаджанов в 1916 година в Държанци живеят 194 турци.

## Личности
Родени в Държани
- Бекир Юсеинов Чауш (1895 - ?, Облешевски), щипски войвода на ВМРО[3]